# Cisticola melanurus
Cisticola melanurus là một loài chim trong họ Cisticolidae.